# 松山光
松山 光（まつやま ひかる）は、高橋陽一の漫画『キャプテン翼』に登場する架空のサッカー選手である。血液型はB型。Jリーグ・北海道コンサドーレ札幌に所属。

## 人物

### プロフィール
ポジションはMF兼DF。北海道・富良野市出身。「北海の荒鷲（ワイルドイーグル）」の異名を持つド根性プレイヤー。目立った選手はいないがチームワークに優れるふらのイレブンを率いて大会では好成績を残した。大空翼・日向小次郎らが不在時の全日本チームをリーダー的存在として率いる事が多く、翼自身にも「おれはきみこそがキャプテンに相応しいと思ってるんだ」と信頼されている。抜群のキープ力を持ち、一度ボールを持ったら相手に渡さない。「おれは翼や日向のような天性のサッカーの才能はない!だから練習するんだ!才能のないやつは努力するしかないんだ!!」と、常に努力し続けるのが彼の信条である。ポジションはふらの時代は攻撃的MFながら、全日本ではスイーパー、ボランチなどディフェンシブな役割を担う事が多い。
主な背番号は12。ふらの時代は10。名前の由来は、作者がファンであり、かつ北海道出身の松山千春から。

### 経歴
ふらの小サッカー部（ふらの小学校） - ふらの中学校 - ふらの高校 - 北海道コンサドーレ札幌

#### 小学生編
ふらの小サッカー部を牽引し、全国大会ベスト4にまで導いた。決勝トーナメント前夜、宿舎の食堂で余所見をしていたところを日向小次郎に衝突後、殴打を食らって倒される。準決勝でその日向を擁する明和FCと対決。試合終了間際、決まれば勝ち越しが決まるPKを獲得するも、突如現れたキーパー・若島津健に阻まれ、そのまま日向に勝ち越しゴールを許し敗北する。当初は日向のワンマンチームと思っていたが、敗北後、日向なりに頑張っている事が理解出来た。

#### 中学生編
ふらの中を率いて全国大会に出場。それまでのFWの得点力不足を補うべく、努力の末に独自の「地を這うロングシュート」を編み出す。のちに自ら「日向がタイガーショットならおれのはイーグルショットだな」と発言したことから「イーグルショット」と名付けられるが、それまでは「荒鷲シュート」「北国シュート」とも呼ばれていた。準決勝で大空翼率いる南葛中学と対決。このときは松山を含めチーム全員が頭に鉢巻を巻いていた。空中でもつれ地面に激突しそうになる翼を助けるなど、フェアプレーと不屈の精神で善戦するも、試合終了間際に放たれた翼のドライブシュートの前に敗北を喫する。敗れた直後マネージャー藤沢美子の気持ちを知り、空港まで追いかけ、ついに想いを受け取ることができた。数か月後に帰国した美子と共にふらの高校に進学。戦術眼や分析力も長けており、南葛は来生と滝の他、MFの井沢と翼にも得点力があり、東邦は絶対的なCFの日向と反町に得点力があり、それがふらのが劣る点と分析している。

#### ジュニアユース編
テストの段階ではMFを務めていたが、全日本のコーチとして参加した三杉淳の提案でDFにコンバートし、スイーパーとして守備に貢献。オーバーラップからのロングシュート、粘り強いボールキープなど攻守両面で活躍した。大会前の遠征試合の当初は翼の代表参加に反対していたが、後に考えを改め翼の代表入りを認めた。しばらく日向の代わりにキャプテンを務めていたが、チームの雰囲気を作っているのは自分ではなく翼だと感じ、大会初日その座を自ら翼に引き継いで譲る。フランスJr.ユース戦のPK戦では北海道の仲間への想いとして再び鉢巻を巻いた。

#### ワールドユース編
リアル・ジャパン・7に敗北したことで主力選手が一時離脱を命じられた中、一人残っていた日向に対し、「お前のいないチームはおれが守る」と言って鉄拳制裁を加え説得した。偶然にも、小学生時代とは逆の立場になったが、日向に｢食堂の借りを返されたな｣と言われるまで日向に殴られた事は忘れていた。賀茂が課した地獄の猛特訓に耐え抜いていくにつれ、賀茂からもチームの要として認識されるようになった。R・J・7が、一緒に練習するよりも賀茂の手足となって自分達にコーチしているみたいといち早く疑問を感じ、賀茂に「正体を教えて」と申し入れ、彼らの目的がコーチであることを知った上でチームメンバーを叱咤激励した他、合宿中はメンバーの服の洗濯もしていた。大会では守備的MFであるボランチのポジションに付き守りの要となったが、ここぞという時には果敢に攻め込みイーグルショットでゴールを決める活躍も見せた。ワールドユース本戦では美子が交通事故による重傷を負い、看病のためスウェーデンユース戦のスタメンを自ら外れるアクシデントもあったが、美子が奇跡的に回復したこと、延長戦前半開始前に代わりに出場した赤井止也が奮闘しながらも負傷したこと等を受け、会場に駆けつけ途中出場。チームへの詫びの気持ちをこめて全力でゲームメイクをし、勝利に貢献した。

#### ROAD TO 2002
コンサドーレ札幌に入団。シュート力やディフェンス力にさらなる磨きをかけ、FC東京の三杉と激闘を繰り広げ、結果引き分けた。

#### GOLDEN23
大空翼や日向小次郎に続き海外に挑戦したいという野心を抱き、そのためにオリンピックで自分をアピールしたいと考えている様子。翼のいないチームの代表キャプテン。いつしか、岬太郎・三杉淳と共に3Mと呼ばれる。3人を生かした縦並びの布陣と横並びの布陣の2種類がある。

## 戦歴
- 小学6年生
  - 全日本少年サッカー大会ベスト4（3位）
  - ヨーロッパ遠征でのヨーロッパ少年サッカー大会優勝（テレビ昭和版）
  - ヨーロッパ遠征での親善試合でヨーロッパ選抜チームに勝利（劇場版）
- 中学1年生
  - 全国中学校サッカー大会出場
- 中学2年生
  - 全国中学校サッカー大会出場
- 中学3年生
  - 全国中学校サッカー大会ベスト4（3位）
  - フランス国際ジュニアユース大会優勝
- 高校1年生
  - インターハイ出場
  - 全国高校サッカー選手権大会出場
- 高校2年生
  - インターハイ出場
  - 全国高校サッカー選手権大会出場
- 高校3年生
  - インターハイ出場
  - 全国高校サッカー選手権大会ベスト8
- 18歳-19歳
  - ワールドユース選手権優勝
- 21歳-22歳
  - マドリッドオリンピック出場

## 得意技

### 原作に登場する技
イーグルショット
松山が雪上での練習で鍛えた足腰を使って放つ、地面スレスレの低い弾道で飛ぶロングシュート。南葛中や東邦学園に比べると得点力が不足している、ふらの中の弱点を解消すべく編み出した。
初出の中学生編では単に「ロングシュート」と呼ばれていた。ジュニアユース編当初は「北国シュート」「荒鷲ショット」と呼ばれていたが、日向のタイガーショットに対抗して自らが「イーグルシュート」と命名した。イタリア戦で初めて「イーグルショット」と呼ばれ、以降はほぼこの名称で固定される。三杉によると年々威力が増している。
なお、劇場版『危うし！全日本jr』では日向も同名の必殺シュートを使用しているが、松山のそれとは異なる独自のものである。
イーグルパス
イーグルショットでパスを行う技。ジュニアユース編・アルゼンチン戦ではそのパスを起点として翼と共に日向のタイガーダイビングヘッドに繋げ、ゴールをアシストした。
フェイントタックル
中学時代に使用したタックル。一発目のタックルで仕掛け、避けられると同時に反転して二発目のタックルを打ち込む。
鉄砲水タックル
激しい勢いで繰り出すタックル。FC東京戦で三杉に使用した。
ツインシュート
二人で同時に蹴ることで、ボールが不規則に揺れ動くシュート。ライジングサンのアルゼンチン戦で岬と共に放った。

### 劇場版に登場する技
トリプルコンビ
『ヨーロッパ大決戦』と『危うし！全日本jr.』に登場。翼と岬のゴールデンコンビ、日向と沢田の明和コンビ、松山と小田のふらのコンビの6人でパス回しをするという技。『危うし！全日本jr.』では翼と岬のゴールデンコンビの代わりを翼と三杉のニューゴールデンコンビが務めた。
名称は作中の実況によるフレーズより。

## テクモ版
「III」以降はイングランドのプレミアリーグで活躍し「IV」では翼の所属するサンパウロと、「V」では岬が所属するパリと対決した。「V」では大会後にイタリアリーグへの移籍が決まっている。
全ての能力値に秀でたオールラウンドプレイヤーとなっている。「III」から必殺タックル「イーグルタックル」を覚えた。松山のみが使える特殊チームコマンドに「雪崩攻撃」があり、「みんな上がれ！雪崩攻撃だ！」のセリフと共に味方全員がゴール前までオーバーラップしてなだれ込み、敵陣への数的優位をつくりあげることができる。三杉のファストブレイクと似た作戦でもある。ただし、テクモ版「IV」まではオフサイドが無いため、雪崩攻撃をオフサイドトラップとして使う事は出来ない。また「メガCD版」ではチームコマンドではなく必殺ドリブルとして扱われる。
ほとんどの作品に頭に鉢巻を巻いておらず、実際に巻いているシーンは「V」の立ち絵のみ。髪色は「I」と「II」ではグレー、「メガCD版」では青緑色。

### 経歴
ふらの高校（II） - ヨークシャー（III） - マンチェスター（IV、V）

### テクモ版での技
オーバーヘッドキック
「I」より使用可能。原作では一度も披露していない。
イーグルタックル
「III」より登場する必殺タックル。また、「メガCD版」でも使用可能。
ヒールリフト
「メガCD版」に登場するフェイント。

## ゲームに登場する技

### バンダイ版
ゴールデンイーグルショット
PS版｢J｣に登場。元々はカルロス・サンターナの技。
ワイルドイーグルショット
Nintendo Switch/PS4版「THE RISE OF CHAMPIONS」に登場。「イーグルショット」の強化版で、より強力な低空飛行のシュート。

### コナミ版
執念のキープ
原作通りのキープ力を再現したドリブル。
ブリザードショット
ふらの中が全国優勝を目指すオリジナルストーリーで披露したシュート。北国で鍛えた強力なシュート。全国大会決勝東邦学園中戦で決勝ゴールとなった。

### KLab版
ロングイーグルショット
ロングシュートを応用したイーグルショット。

## 松山光プロジェクト
2014年1月19日、現実世界のコンサドーレ札幌が松山光の入団を発表した。また松山光プロジェクトとして、1口1万円でプロジェクトパートナーを募集し、集めた支援金を育成費、強化費に使用しユース年代の強化にあてる。
これによりコンサドーレ札幌から正式に背番号「36｣が与えられた。
2024年2月15日、チームより松山がイングランドのチームへと移籍したことを発表した。なお、松山光プロジェクトは移籍後も継続される。

## 担当声優
- 鈴木みえ（現・一龍斎貞友） - テレビアニメ第1作
- 菊池正美 - OVA「最強の敵！オランダユース」
- 柏倉つとむ（現・カシワクラツトム） - テレビアニメ第2作『J』
- 石田彰 - テレビアニメ第3作
- 羽多野渉 - テレビアニメ第4作[11]